# Russian Endurance Challenge Club 2016
Russian Endurance Challenge Club 2016 — дополнительная 4-часовая гонка Russian Endurance Challenge в сезоне 2016 года. Была проведена 16 октября 2016 года на Сочи Автодроме. В ней приняли участие 38 гонщиков, в том числе иностранные пилоты из Германии, Австрии, Латвии и Литвы.
Победителем абсолютного зачета REC Club стали Леон Осипов и Степан Крумилов на спортпрототипе Radical SR3. За 4 часа гонки экипаж преодолел 94 круга дистанции.
Старт гонки был дан в 13:30, финиш — в 17:30.
К участию в 4-часовой гонке REC Club на Сочи Автодроме были допущены 13 автомобилей, по итогам соревнования все они были классифицированы .
В гонке REC Club приняли участие известные пилоты: Алексей Басов, чемпион мира по гонкам на выносливость FIA WEC в классе LMGTE Am и победитель гонки «24 часа Ле-Мана» в классе LMGTE Am, Наталья Гольцова, вице-чемпион Кубка «LADA КАLINA» и чемпион Поволжья по кольцевым гонкам в классе «Автоледи», Борис Шульмейстер, неоднократный призёр чемпионатов России в различных дисциплинах и обладатель Кубка РАФ 2015 Mitjet Series RUSSIA, Илья Буренко, победитель Чемпионата Формула Русь в зачете «Клуб», чемпион в классе «Суперпродакшн» и победитель первой гонки Russian Endurance Challenge в 2015 году, а также Кирилл Ларин, шеф-редактор телеканала «Авто Плюс».
Победители Russian Endurance Challenge Club
Абсолютный зачет
1. Леон Осипов / Степан Крумилов (Leon), автомобиль Radical SR3 — 94 круга
2. Мурад Султанов / Клаус Бахлер / Марк Валенвейн (Race:Pro), автомобиль Porsche Cayman GT4CS — 94 круга, отставание 0:04.166
3. Станислав Яровой / Повилас Янкавичюс / Борис Шульмейстер (Arctic Energy), автомобиль MitJet 2L — 89 кругов

Класс GT:
1. Мурад Султанов / Клаус Бахлер / Марк Валенвейн (Race:Pro), автомобиль Porsche Cayman GT4CS

Класс ВАЗ:
1. Даниэль Ам Энде / Данил Шамалов (D Rennsport), автомобиль ВАЗ 2105
2. Андрей Козлов / Александр Самайданов (Коз/Сам), автомобиль ВАЗ 2101
3. Иван Тараканов / Евгений Трушин (Улитка), автомобиль ВАЗ 2107

Класс Национальный:
1. Андрей Масленников / Виталий Ларионов / Наталья Гольцова (УГМК Моторспорт), автомобиль Лада Калина
2. Евгений Перепада / Самвел Испоянц / Виктор Дамуть (LTA Ralli), автомобиль Лада Калина

Класс Спортпрототип CN:
1. Леон Осипов / Степан Крумилов (Leon), автомобиль Radical SR3
2. Станислав Яровой / Повилас Янкавичюс / Борис Шульмейстер (Arctic Energy), автомобиль MitJet 2L
3. Валерий Журавлев / Иван Лукашевич (Arctic Energy), автомобиль MitJet 2L
4. Владимир Стрельченко / Артем Кабаков / Владимир Чарчиян (Arctic Energy), автомобиль MitJet 2L
5. Сергей Баратов / Кирилл Ларин / Виктор Завадский / Глеб Мишугин (КБ «527»), автомобиль 527/ShortCut
6. Константин Гугкаев / Николай Грязин (Arctic Energy), автомобиль Radikal SR3

Класс Супер-продакшн:
1. Павел Яшин / Александр Антонов / Сергей Голубев / Дмитрий Добровольский (Нева Моторспорт), автомобиль Honda Civic Type R FN2